# Magical Girl Holy Shit
Magical Girl Holy Shit (間違った子を魔法少女にしてしまった, Machigatta ko wo Mahō Shōjo ni Shite Shimatta, litt. « J'ai fait de la mauvaise fille une magical girl ») est un manga écrit et dessiné par Souryu (ja). La série est prépubliée dans le Monthly Comic @Bunch à partir du 7 octobre 2016 et publiée en volumes reliés par Shinchōsha à partir du 9 mai 2017,,,.

## Synopsis
Héroïne chargée de protéger la terre de monstre redoutable les magicals girl reçoivent leur pouvoir d'être magique. Myu divinité chargée du secteur où se situe la Terre doit immédiatement trouver une fille à qui il donnera ces pouvoirs pour protéger la Terre. Malheureusement pour lui dans la précipitation il a choisi Majiba Kayo, une jeune lycéenne délinquante avec des manières de voyous, au langage inapproprié et une addiction à la nicotine, tout l'oppose de ce que devrait être une magical girl. Ainsi commence alors l'aventure de la jeune fille dans le but de protéger la Terre des stremons ou pas.

## Personnages

### Personnages principaux

#### Majiba Kayo
Kayo est l’héroïne de cette série. Elle a été changée en magical girl par Myu afin de chasser les stremons.

#### Myu
Myu est un ieud chargé de trouver une fille à transformer en magical girl afin de combattre les stremons.

### Personnages secondaires

#### Masanido Rei
Chef du lycée Déconart. Il a 25 ans et est également le subalterne numéro 2 de Kayo. (le premier étant Myu.)

## Productions et supports

### Liste des tomes
| no | Japonais         | Japonais          | Français          | Français          |
| no | Date de sortie   | ISBN              | Date de sortie    | ISBN              |
| -- | ---------------- | ----------------- | ----------------- | ----------------- |
| 1  | 9 mai 2017       | 978-4-10-771974-4 | 5 juillet 2018    | 978-2-36974-293-7 |
| 2  | 8 septembre 2017 | 978-4-10-772006-1 | 4 octobre 2018    | 978-2-36974-322-4 |
| 3  | 9 mars 2018      | 978-4-10-772057-3 | 10 janvier 2019   | 978-2-36974-335-4 |
| 4  | 9 juillet 2018   | 978-4-10-772097-9 | 9 mai 2019        | 978-2-36974-710-9 |
| 5  | 7 décembre 2018  | 978-4-10-772141-9 | 22 août 2019      | 978-2-36974-737-6 |
| 6  | 9 mai 2019       | 978-4-10-772187-7 | 13 février 2020   | 978-2-36974-796-3 |
| 7  | 9 septembre 2019 | 978-4-10-772215-7 | 24 septembre 2020 | 978-2-36974-840-3 |
| 8  | 9 avril 2020     | 978-4-10-772273-7 | 8 juillet 2021    | 978-2-36974-861-8 |
| 9  | 9 septembre 2020 | 978-4-10-772318-5 | 28 avril 2022     | 978-2-38212-056-9 |
| 10 | 8 mai 2021       | 978-4-10-772389-5 | 13 juillet 2022   | 978-2-38212-212-9 |
| 11 | 8 janvier 2022   | 978-4-10-772463-2 | 21 septembre 2023 | 978-2-38212-441-3 |
| 12 | 8 août 2023      | 978-4-10-772633-9 |                   |                   |

### Sources
1. ↑  (en) « Machigatta Ko wo Mahou Shoujo ni Shiteshimatta », sur MyAnimeList (consulté le 26 mai 2020).
2. ↑  « Magical Girl Holy Shit », sur Manga News (consulté le 26 mai 2020).
3. ↑  « Magical Girl Holy Shit », sur Manga Sanctuary (consulté le 26 mai 2020).
4. ↑  « Magical Girl Holy Shit », sur Nautiljon (consulté le 26 mai 2020).

### Manga

#### Edition japonaise
1. 1 2  (ja) « 間違った子を魔法少女にしてしまった　1巻 », sur Shinchōsha (consulté le 12 avril 2022).
2. 1 2  (ja) « 間違った子を魔法少女にしてしまった　2巻 », sur Shinchōsha (consulté le 12 avril 2022).
3. 1 2  (ja) « 間違った子を魔法少女にしてしまった　3巻 », sur Shinchōsha (consulté le 12 avril 2022).
4. 1 2  (ja) « 間違った子を魔法少女にしてしまった　4巻 », sur Shinchōsha (consulté le 12 avril 2022).
5. 1 2  (ja) « 間違った子を魔法少女にしてしまった　5巻 », sur Shinchōsha (consulté le 12 avril 2022).
6. 1 2  (ja) « 間違った子を魔法少女にしてしまった　6巻 », sur Shinchōsha (consulté le 12 avril 2022).
7. 1 2  (ja) « 間違った子を魔法少女にしてしまった　7巻 », sur Shinchōsha (consulté le 12 avril 2022).
8. 1 2  (ja) « 間違った子を魔法少女にしてしまった　8巻 », sur Shinchōsha (consulté le 12 avril 2022).
9. 1 2  (ja) « 間違った子を魔法少女にしてしまった　9巻 », sur Shinchōsha (consulté le 12 avril 2022).
10. 1 2  (ja) « 間違った子を魔法少女にしてしまった　10巻 », sur Shinchōsha (consulté le 12 avril 2022).
11. 1 2  (ja) « 間違った子を魔法少女にしてしまった　11巻 », sur Shinchōsha (consulté le 12 avril 2022).
12. 1 2  (ja) « 間違った子を魔法少女にしてしまった　12巻 », sur Shinchōsha (consulté le 13 février 2024).

#### Edition française
1. 1 2  « MAGICAL GIRL HOLY SHIT T.1 », sur Akata (consulté le 12 avril 2022).
2. 1 2  « MAGICAL GIRL HOLY SHIT T.2 », sur Akata (consulté le 12 avril 2022).
3. 1 2  « MAGICAL GIRL HOLY SHIT T.3 », sur Akata (consulté le 12 avril 2022).
4. 1 2  « MAGICAL GIRL HOLY SHIT T.4 », sur Akata (consulté le 12 avril 2022).
5. 1 2  « MAGICAL GIRL HOLY SHIT T.5 », sur Akata (consulté le 12 avril 2022).
6. 1 2  « MAGICAL GIRL HOLY SHIT T.6 », sur Akata (consulté le 12 avril 2022).
7. 1 2  « MAGICAL GIRL HOLY SHIT T.7 », sur Akata (consulté le 12 avril 2022).
8. 1 2  « MAGICAL GIRL HOLY SHIT T.8 », sur Akata (consulté le 12 avril 2022).
9. 1 2  « MAGICAL GIRL HOLY SHIT T.9 », sur Akata (consulté le 12 avril 2022).
10. 1 2  « MAGICAL GIRL HOLY SHIT T.10 », sur Akata (consulté le 12 avril 2022).
11. 1 2  « Magical Girl Holy Shit T.11 | Akata », sur www.akata.fr (consulté le 4 novembre 2023)